# Borbányai rádiótorony
A borbányai adóberendezés és a 115 méter magas rádiótorony 1952-ben épült. Kezdetben fő feladata az ellenségesnek tartott magyar nyelvű adások, főleg a Szabad Európa Rádió zavarása volt. Később a Petőfi Rádiót és a helyi stúdió műsorát sugározta. Ma is rádiótoronyként üzemel, a Dankó Rádió adását közvetíti.

## Külső hivatkozások
- Nyíregyháza/Borbánya – középhullámú (KH) adóállomás – Fmdx.hu
- Technikatörténeti nevezetesség a 65 éves Borbányai Rádióállomás – Nyíresgyháza.hu, 2017. május 14.
- Átment rajta a front - Riport a hajdani zavaróállomásról Archiválva 2018. április 22-i dátummal a Wayback Machine-ben – Szabadföld Online, 2014. április 23.